# 신들의 깊은 욕망
신들의 깊은 욕망(神の深き欲望:,  Deep Desire Of Gods)은 일본에서 제작된 이마무라 쇼헤이 감독의 1968년 드라마 영화이다. 미쿠니 렌타로 등이 주연으로 출연하였고 Masanori Yamanoi 등이 제작에 참여하였다.

## 출연

### 주연
- 미쿠니 렌타로
- 카와라자키 초이치로
- 키타무라 카즈오

### 조연
- 오키야마 히데코
- 카토 요시

## 제작진
- 미술: Takeshi Omura